# Australoheros
Australoheros ist eine Buntbarschgattung, die im südlichen Südamerika in den Stromgebieten von Río Paraná, Río Paraguay und Río Uruguay vorkommt. Nach Westen reicht ihr Verbreitungsgebiet bis zu den östlichen Vorgebirgen der Anden, nach Osten bis zu kleinen Küstenflüssen an der Atlantikküste des südlichen Brasilien und von Uruguay. Damit ist Australoheros die am weitesten südlich vorkommende Buntbarschgattung, worauf der Name Bezug nimmt (Lat.: „australis“ = Süden + Heros). Nur Crenicichla scottii aus der Gruppe der Kammbuntbarsche lebt ebenso weit südlich. 

## Merkmale
Australoheros-Arten haben einen relativ gedrungenen Körper, werden 7 bis 20 cm lang und zeigen ein Muster mit einem etwa in der Mitte der Körperseiten gelegenen dunklen Fleck, senkrechten Streifen, einem unterbrochenen Längsstreifen und einem Fleck auf dem Schwanzstiel. Jungfische haben charakteristische gelbe Punkte an der Schwanzflossenbasis. Die Rückenflosse wird von 15 bis 17 Hart- und 8 bis 12 Weichstrahlen gestützt, bei der Afterflosse sind es 5 bis 10 Hart- und 6 bis 9 Weichstrahlen bei 11 bis 14 Pterygiophoren (Flossenträgern). Die Brustflossen haben 12 bis 15 Flossenstrahlen. Die Bauchflossen setzen hinter der Brustflossenbasis an. Australoheros-Arten haben Kammschuppen. Auf Kopf und Brust sind sie nicht wesentlich kleiner als auf den Körperseiten. Die obere Seitenlinie erstreckt sich über 15 bis 19 Schuppen, die untere über 7 bis 11. Die untere Seitenlinie reicht mit einer bis zwei Schuppen bis auf die Schwanzflosse. Zwischen oberer Seitenlinie und vorderer Rückenflossenbasis liegen 3 bis 5 Schuppen, zwischen den beiden Seitenlinien zwei. Die „Wangen“ sind mit 3 bis 4 Schuppenreihen versehen. Rund um den Schwanzstiel zählt man 16 Schuppen. Brust- und Bauchflossen sind schuppenlos, die weichstrahligen Bereiche von Rücken- und Afterflosse bei einigen Arten teilweise beschuppt, bei anderen nicht. Die Schwanzflosse ist dicht beschuppt. Die Schuppen stehen zwischen den Flossenstrahlen in je einer Reihe. Auf dem oberen Abschnitt (Epibranchiale) des ersten Kiemenbogens befinden sich zwei bis acht Kiemenrechen und 5 bis 17 darunter. Australoheros-Arten haben 13 Abdominalwirbel und 13 bis 14, in seltenen Fällen auch 15 Schwanzwirbel.

## Arten
Gegenwärtig besteht die Gattung Australoheros aus über 30 Arten, von denen die meisten erst nach der Einführung der Gattung im Jahr 2006 beschrieben wurden. Vorher gehörten die vier vorher beschriebenen Arten zu Gattung Cichlasoma und bildeten dort die Cichlasoma facetus-Artengruppe.
- Australoheros acaroides (Hensel, 1870)
- Australoheros angiru Rican, Piálek, Almirón & Casciotta, 2011
- Australoheros autochthon (Günther, 1862)
- Australoheros autrani Ottoni & Costa, 2008[1]
- Australoheros barbosae Ottoni & Costa, 2008[1]
- Australoheros capixaba Ottoni, 2010
- Australoheros charrua Říčan & Kullander, 2008[1]
- Chanchito (Australoheros facetus Jenyns, 1842)
- Australoheros forquilha Říčan & Kullander, 2008
- Australoheros guarani Říčan & Kullander, 2008
- Australoheros ipatinguensis Ottoni & Costa, 2008[1]
- Australoheros kaaygua Casciotta, Almirón & Gómez, 2006
- Australoheros macacuensis Ottoni & Costa, 2008[1]
- Australoheros macaensis Ottoni & Costa, 2008[1]
- Australoheros mattosi Ottoni, 2012[2]
- Australoheros mboapari Lucena et al., 2022[3][4]
- Australoheros minuano Říčan & Kullander, 2008
- Australoheros montanus Ottoni, 2012[2]
- Australoheros muriae Ottoni & Costa, 2008[1]
- Australoheros paraibae Ottoni & Costa, 2008[1]
- Australoheros perdi Ottoni, Lezama, Triques, Fragoso-Moura, Lucas & Barbosa, 2011
- Australoheros ribeirae Ottoni, Oyakawa & Costa, 2008
- Australoheros ricani Lucena et al., 2022[3][4]
- Australoheros robustus Ottoni & Costa, 2008[1]
- Australoheros sanguineus Ottoni, 2013
- Australoheros saquarema Ottoni & Costa, 2008[1]
- Australoheros scitulus (Říčan & Kullander, 2003)
- Australoheros taura Ottoni & Cheffe, 2009
- Australoheros tavaresi Ottoni, 2012[2]
- Australoheros tembe (Casciotta, Gómez & Toresanni, 1995)
- Australoheros ykeregua Říčan, Piálek, Almirón & Casciotta, 2011